# Iugoslávia nos Jogos Olímpicos de Verão de 1956
Atletas da República Federal Socialista da Iugoslávia competiram nos Jogos Olímpicos de Verão de 1956 em Melbourne, Austrália.

## Medalhistas
| Medalha          | Nome | Esporte       | Evento               |
| ---------------- | --- | ------------- | -------------------- |
| Medalha de prata | Franjo Mihalić | Atletismo     | Maratona masculina   |
| Medalha de prata | Sava Antić Ibrahim Biogradlić Mladen Koščak Dobroslav Krstić Luka Liposinović Muhamed Mujić Zlatko Papec Petar Radenković Nikola Radović Ivan Santek Dragoslav Šekularac Ljubiša Spajić Todor Veselinović Blagoje Vidinić | Futebol       | Competição masculina |
| Medalha de prata | Ivo Cipci Tomislav Franjković Vlado Ivković Zdravko Ježić Hrvoje Kačić Zdravko Kovačić Lovro Radonjić Marijan Žužej | Polo aquático | Competição masculina |

## Resultados por Evento

### Atletismo
110 m com barreiras masculino
- Stanko Lorger
  - Eliminatórias — 14.6s
  - Semifinais — 14.6s
  - Final — 14.5s (→ 5° lugar)

Maratona masculina
- Franjo Mihalić — 2:26:32 (→  Medalha de Prata)

### Ciclismo
Estrada Individual Masculino
- Veselin Petrović — 5:26:58 (→ 26° lugar)

### Futebol
Competição masculina
- Primeira Rodada:
  - Iugoslávia livre
- Quartas-de-final:
  - Iugoslávia – Estados Unidos 9:1 (5:1)
- Semifinais:
  - Iugoslávia – Índia 4:1 (0:0)
- Final:
  - Iugoslávia – União Soviética 0:1 (0:0)
- Elenco:
  - Petar Radenković
  - Mladen Koščak
  - Nikola Radović
  - Ivan Šantek
  - Ljubiša Spajić
  - Dobroslav Krstić
  - Dragoslav Šekularac
  - Zlatko Papec
  - Sava Antić
  - Todor Veselinović
  - Muhamed Mujić
  - Blagoje Vidinić
  - Ibrahim Biogradlić
  - Luka Lipošinović
  - Joško Vidošević
  - Vladica Popović
  - Kruno Radiljević